# Дибще

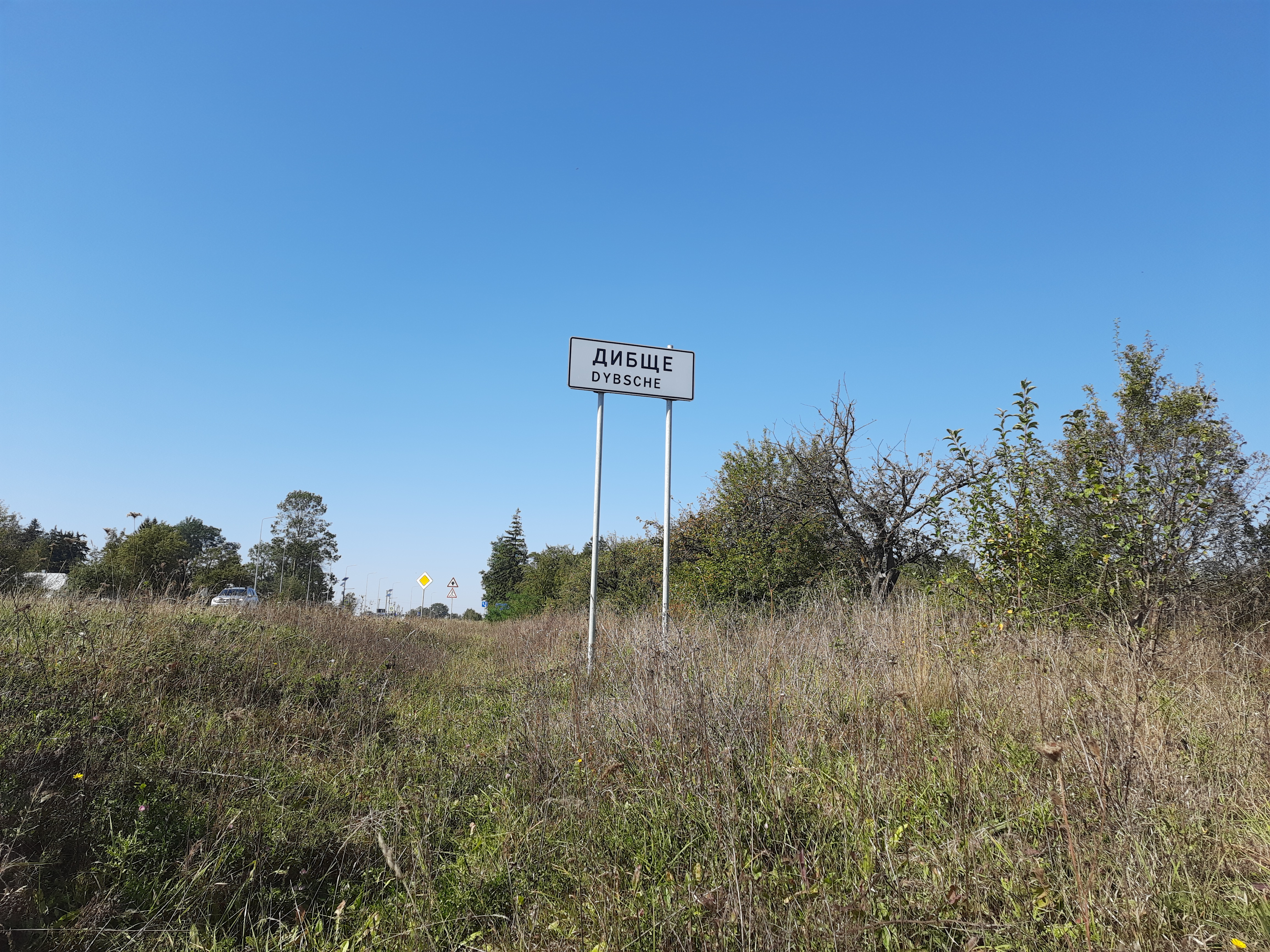
Дорожній знак при в'їзді в село

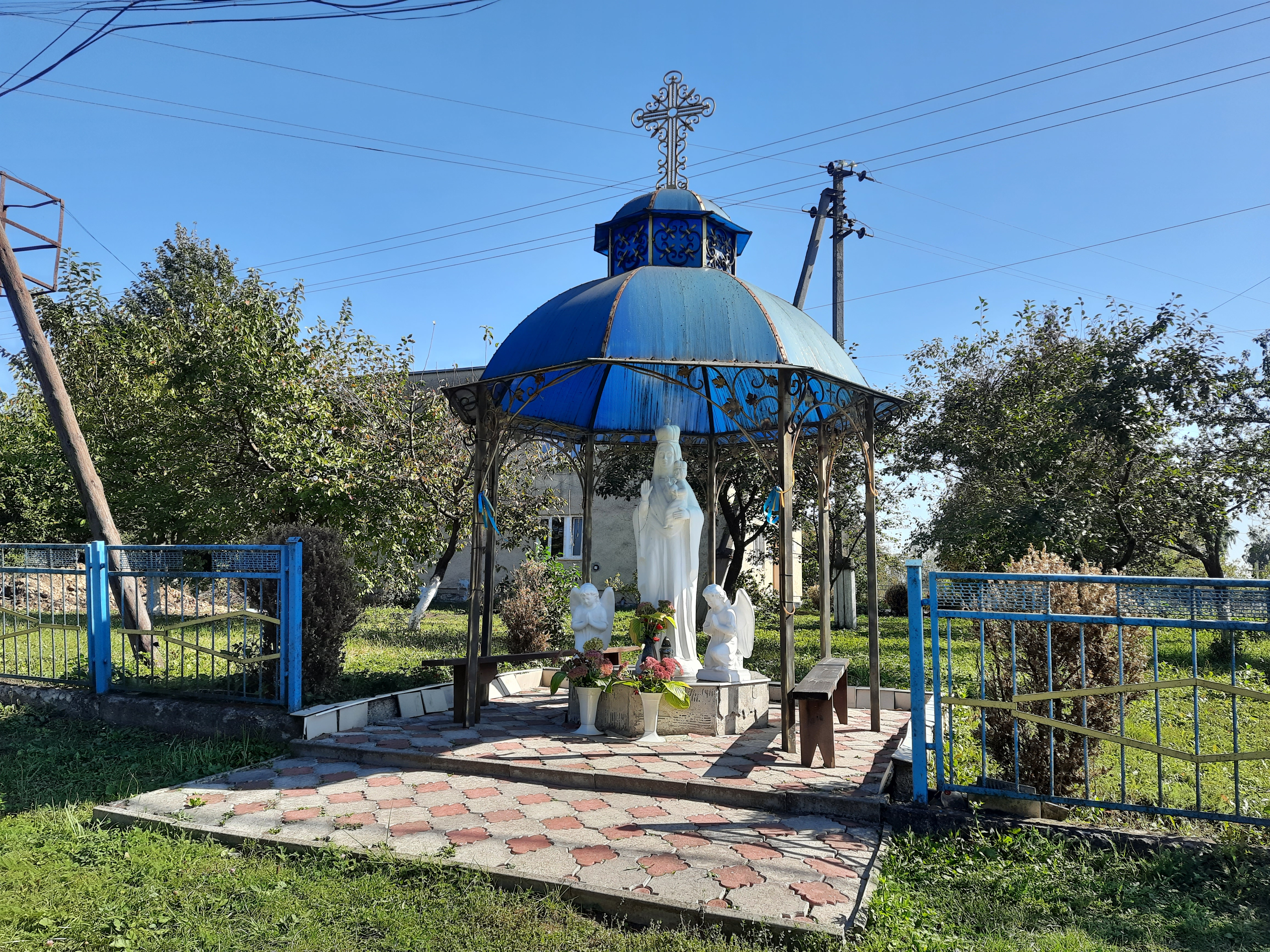
Статуя Божої Матері

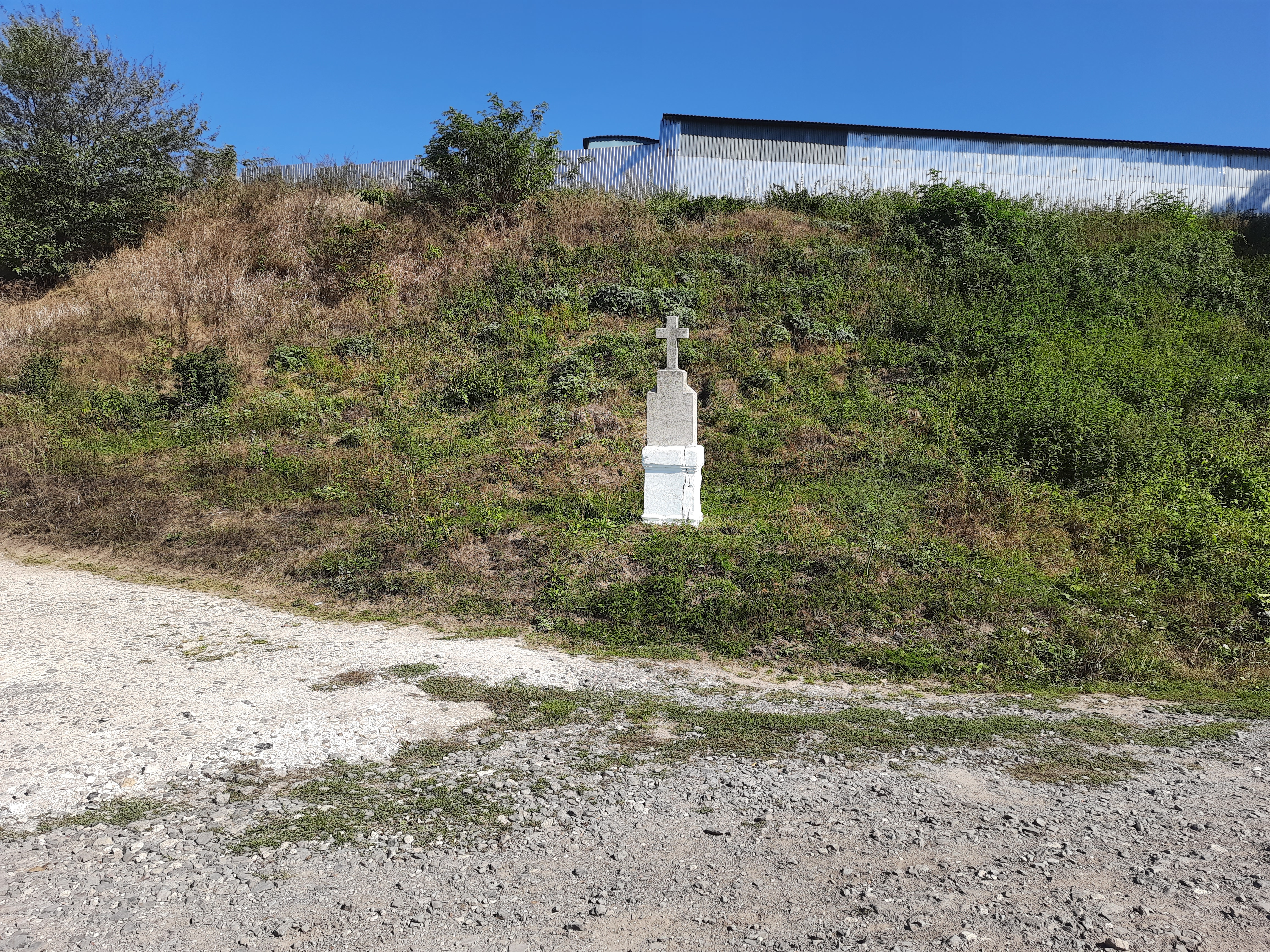
Пам'ятний хрест

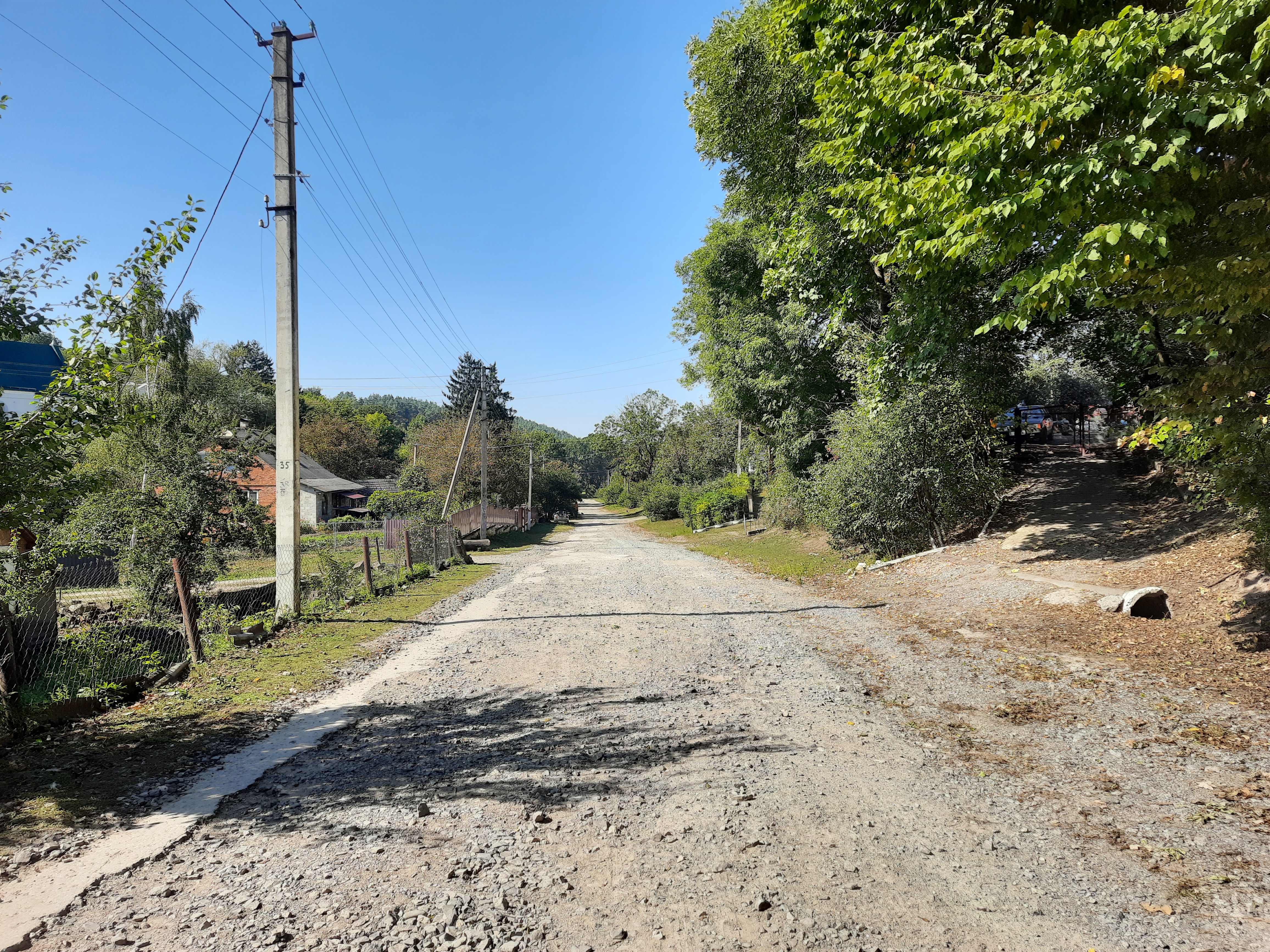
Сільська вулиця

Ди́бще (пол. Dubszcze [Дубще], Dubrszcze, а в народі досі вживається також Дібще) —  село в Україні, у Козівській селищній громаді Тернопільського району Тернопільської області. Розташоване на заході району. До адміністративної реформи 2020 р. було центром Дибщенської сільради Козівського району.
Через Дибще пролягає автошлях Стрий– Тернопіль–Знам'янка М-12 (E 50). Географічні координати: 49° 26’ пн. ш. 25° 05’ сх. д. Територія – 1,92 кв. км.
Дворів – 266. Населення — 723 особи (2020).

## Історія
Перша писемна згадка — 1447. В різних джерелах назва звучить як Дібще, Дубще, Дубище. Походить, правдоподібно, від великих дібров, рештки котрих можна було бачити в перших десятках років 20 століття.
Наприкінці XV ст. селом певний час володів Андрій Романовський (Andrzej z Romanowa), але втратив його разом із іншими маєтками. Село перейшло спершу до Дерслава з Угнева, а невдовзі до Сенявських.
Біля шляху, посеред села з давніх-давен стояла мурована капличка із статуєю Матері Божої. Вважають, що капличку побудував один із нащадків роду Пуківських.

### Під Габсбургами (1772-1918).
Через село проліг "цісарський гостинець" у напрямку Тарнополя.
Згідно "Географічного словника Королівства Польського" станом на 1880-ті роки в селі проживало 942 мешканці (469 чоловіків та 473 жінки). Було власністю графів Потоцьких.

### Просвіта.
У 1907 р. в Дибще засновано читальню “Просвіти” (голова Теодор Поперечний).
Будівництво читальні фінансували у 1927 р. колишні емігранти із с. Дібще. У селі активістами “Просвіти” проявили себе Лука і Федір Смачили, Іван та Михайло Михайлечки. Останній часто робив дописи до часопису “Сільський господар” з досвіду ведення господарства. Головою читальні люди обрали Василя Смачила, і він сповна служив громаді на просвітній ниві.
При читальні був мішаний хор, аматорський і самоосвітній гуртки. На повітовому конкурсі сільських хорів у 1937 р. в Бережанах хор Дібща під дириґуванням Ілька Сироти здобув перше місце.
Діяло товариство “Січ” (очільники Павло Нендза та Семен Сирота).

### Шкільництво.
Протягом 1870-х рр. в селі збудували двокласну народну школу з українською мовою навчання, яка згоріла під час Першої світової війни. Від того часу школа містилась у найманих сільських хатах. Уже після війни споруджений новий будинок школи.
Діяли товариства «Рідна школа», «Сокіл».

### Кооперативний рух.
Селяни дружно виступили проти продажу в селі алкогольних напоїв.Тож економічного краху зазнав у с. Дібще єврей Файбуш після того, як селяни заснували кооперацію “Вигода” та почали сповідувати гасло “Свій до свого по своє”. Також працювала ощадно-позичкова каса.

### Українська Військова Організація (УВО).
У с. Дібще до створеного осередку УВО ввійшли Лука Смачило, закатований більшовиками у тернопільській тюрмі 1940 р., та Федір Смачило – як колишній польський вояк займався молодіжним вишколом, також закатований більшовиками 1940 р.
Найбільш відомих патріотів та підпільників поляки відпроваджували до Берези Картузької. Із села крізь пекло цього табору пройшли Ілько Сирота, Володимир Михайлечко, Лев Рега, Василь Горуц, Михайло Простяк, Леонід Смачило, Михайло Пітка.

### "Перші совіти".
Після приходу радянської влади в село, були вивезені у Сибір С. Барилко, К. Бенишин, С. Вороновський, М. Горняк, Г. і Д. Домбики, Є. Завадко, В. Я. Кадобний, М. Михайлечко, М. Рега, Д., І. і М. Смачили, П. Щудлак. 1940 р. енкаведисти оточили читальню й арештували 40 юнаків; розстріляли Ганну Липку. 12 травня 1941 р. вивезли у Казахстан сім’ю члена повітового проводу ОУН Лева Реги (“Борис Левкович”) та інших.

### Німецько-радянська війна та збройне підпілля.
17 односельців вивезли до Німеччини на примусові роботи.
Під час німецько-радянської війни загинули або пропали безвісти у Червоній армії: Іван Ількович (1910 р. н.) та Іван Петрович (1920 р. н.) Барилки, Володимир Бенишин (1921–1945), Іван Борик (1908 р. н.), Микола (1901– 1945) і Петро (1919 р. н.) Горпиняки, Василь Горуц (1912– 1945), Василь (1925–1944) і Павло (1919 р. н.) Гуриші, Іван Загнійний (1918–1940), Володимир Іванюк (1924–1945), Микола (1913–1945) і Михайло (1922–1945) Кордіяки, Михайло Котовський (1919 р. н.), Михайло (1910–1944) та Олексій (1919 р. н.) Смачили, Микола Тибінь (1914 р. н.), Іван Шкільний (1911 р. н.). Радянська влада репресувала, згодом реабілітувала 29 осіб.
Після війни розпочалася нова хвиля репресій. У Сибір із села вивезли сім’ї І. Кадобного, І. Козака, Д. і О. Смачилів, Ю. Шкіни, І. Щудлака.
В УПА воювали 27 жителів Дибща.
За участь у визвольній боротьбі ОУН і УПА (1944– 1953 рр.) було ув’язнено 15 жителів села.

### Повоєнне життя в країні соціалізму.
В березні 1949 р. в селі заснували колгосп (пізніше об'єднаний із колгоспом в сусідній Козівці, де й розмістилась центральна садиба), за його допомогою у Дибщу побудовано приміщення школи; організували хор “Червона калина” (дириґент Зиновій Гнатейко). У 1986 р. при бібліотеці діяв ляльковий театр (керівник М. Кушпінська), літературно-драматичний гурток, недільна школа.
В восьмирічній школі навчалось 206 учнів, працювали 14 учителів. Діяв клуб, бібліотека; фельдшерсько-акушерський пункт, 2 магазини, кравецька і шевська майстерні. За 1962—1972 рр. у селі побудовано 47 житлових будинків.

### Незалежна Україна
12 червня 2020 року, відповідно до розпорядження Кабінету Міністрів України № 724-р «Про визначення адміністративних центрів та затвердження територій територіальних громад Тернопільської області» увійшло до складу Козівської селищної громади.
19 липня 2020 року, в результаті адміністративно-територіальної реформи та ліквідації Козівського району, село увійшло до складу Тернопільського району.

## Населення
Населення села за роками:
| Рік  | Число осіб | Українців греко-католиків | Поляків та римо-католиків | Євреїв |
| ---- | ---------- | ------------------------- | ------------------------- | ------ |
| 1869 | 942        | 747                       | 187                       | 8      |
| 1900 | ▲ 1115     | ▲ 925                     | ▼ 177                     | ▲ 13   |
| 1939 | ▲ 1390     | ▲ 1240                    | ▼ 145                     | ▼ 5    |
| 1972 | ▼ 1013     |                           |                           |        |
| 2003 | ▼ 839      |                           |                           |        |
| 2014 | ▼ 776      |                           |                           |        |

### Мова
За даними перепису населення 2001 року мовний склад населення села був таким:
| Мова       | Число ос. | Відсоток |
| ---------- | --------- | -------- |
| українська |           | 99,16    |
| молдовська |           | 0,12     |
| німецька   |           | 0,72     |

Місцева говірка належить до наддністрянського говору південно-західного наріччя української мови.

## Пам'ятки

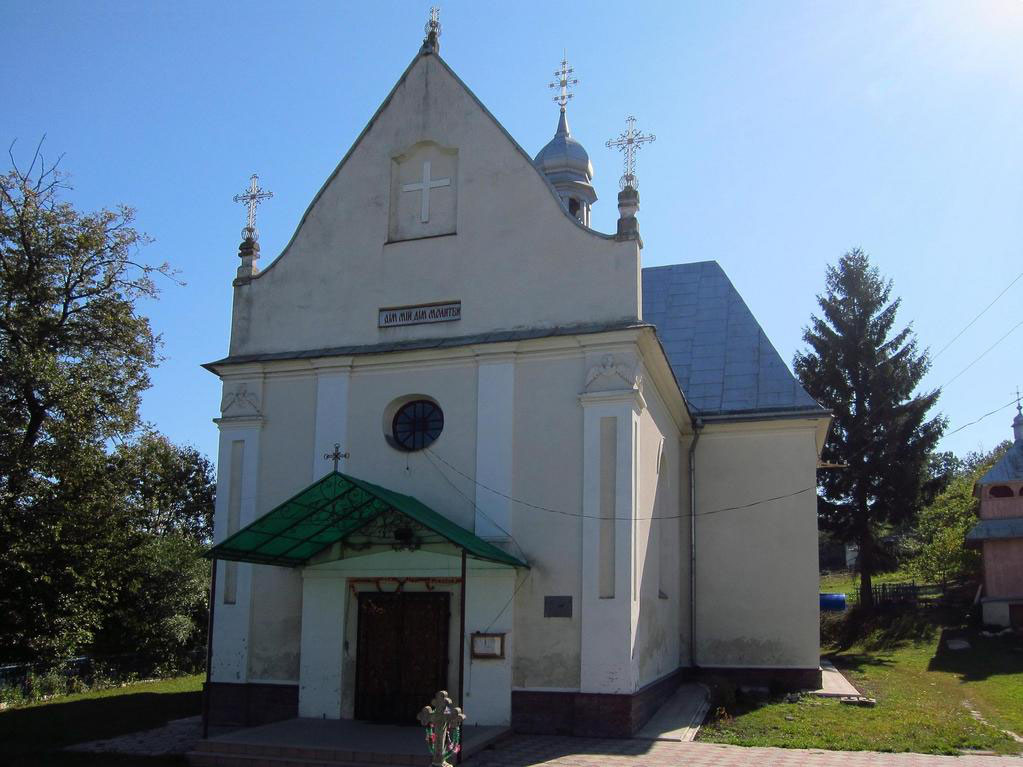
Церква святої Мучениці Параскеви-П'ятниці в с. Дибще (1873)

Є церква святої Параскеви П'ятниці, 1873, за ін. даними - 1878 [Архівовано 2 жовтня 2019 у Wayback Machine.].
Встановлено пам'ятні хрест на честь скасування панщини, насипані могили УСС та Борцям за волю України.
На цвинтарі є могили Українських Січових Стрільців та вояків УГА (1918–1919 рр.). Згодом всі ті могили об’єднали в одну велику братську могилу.

## Соціальна сфера
Діють загальноосвітня школа І-ІІ ступеня, клуб, бібліотека, ФАП, дошкільний заклад, автозаправка, два торговельних заклади.

## Відомі люди

### Народилися
- Йосип Левицький [Архівовано 27 листопада 2020 у Wayback Machine.] (1839–1905) – правник, громадський діяч, суддя Найвищого держ. трибуналу Австрії (Відень)[9];
- Зеновій Абарагамовський (1913–1966) - лікар, громадський діяч у діаспорі;
- Ігор Горуц (1965-2025) — український військовослужбовець, учасник російсько-української війни[10].
- Лев Реґа (1914–2003) – громадський діяч;
- Ілько Сирота - відомий диригент;
- І. Мельник – різьбяр;
- Іван Барилко (1962 р.н.), Василь Горпиняк (1967 р.н.), Степан Загнійний (1959 р.н.), Ігор Рега (1959 р.н.) – учасники війни в Афґаністані;
- Михайло Смачило (1951 р.н.) – економіст, фінансист, меценат;
- Степан Смачило (1941 р.н.) – педагог, музикант, композитор, заслужений працівник культури України;
- Віра Соловйова (до шлюбу Мартисяк; 1960 р.н.) – поліграфістка, видавниця, господарниця;
- Микола Тибінь (1916–1985) – громадський діяч;
- Парасковія Флекей (до шлюбу Шкільна; 1958 р.н.) – медик, науковиця, винахідниця;
- Михайло Щудлак (1916–2002) – учасник національно-визвольних змагань, громадський діяч.